# Роџер Мачадо Маркес
Роџер Мачадо Маркес (25. април 1975) бивши је бразилски фудбалер.

## Каријера
Током каријере играо је за Гремио Порто Алегре, Vissel Kobe и Флуминенсе.

## Репрезентација
За репрезентацију Бразила дебитовао је 2001. године.

## Статистика
| Бразил | Бразил | Бразил |
| Год.   | Ута.   | Гол.   |
| ------ | ------ | ------ |
| 2001   | 1      | 0      |
| Укупно | 1      | 0      |